# 아세안 공통 표준시
아세안 공통 표준시 (ACT) (영어: ASEAN Common Time)는 동남아시아 국가 연합의 모든 회원국에 대해 표준시를 채택하자는 제안이다. 시간은 일반적으로 중화권 및 말레이 군도와 마찬가지로 UTC+08:00 이지만 국가마다 다르다.
현재 UTC+06:30 (미얀마) 과 같이 아세안 국가에서 사용하는 4개의 다른 시간대가 있다. UTC+07:00 (캄보디아, 라오스, 태국, 베트남, 인도네시아 서부); UTC+08:00 (싱가포르, 말레이시아, 브루나이, 필리핀 및 인도네시아 중부); 및 UTC+09:00 (인도네시아 동부). 이 제안은 아세안 중부 표준시로 UTC+08:00 을 시작하고, 미얀마를 UTC+07:00 에, 인도네시아의 인구가 적은 지역을 UTC+09:00 에 남겨둘 것이다. 이로 인해 UTC+08:00 전후의 인구와 영토 대부분이 중국, 홍콩, 마카오, 대만, 서호주와 동조하게 되며, 인도네시아 동부 섬들은 UTC+09:00 에 일본, 한국, 북한, 동티모르, 팔라우와 동조하게 된다.

## 목록
| 정리하다         | 국가           | UTC 로부터의 시간대 오프셋 | 약어         | 노트 |
| ---------------- | -------------- | -------------------------- | ------------ | --- |
| 정회원           | 미얀마         | +06:30                     | MMT          | 일부 전문가는 UTC+08:00 이 아닌 UTC+07:00 표준 시간대를 변경하는 것이 더 자연스러운 변경이기 때문에 이를 지지합니다                                                                                  |
| 정회원           | 태국           | +07:00                     | ICT          | 2001년 당시 탁신 시나와트라 총리가 UTC+08:00으로 전환하려는 시도가 실패했습니다. 이 문제는 아직 논의 중입니다.                                                                                       |
| 정회원           | 라오스         | +07:00                     | ICT          | - |
| 정회원           | 베트남         | +07:00                     | ICT          | 통일 후 1975년 6월 13일부터 |
| 정회원           | 캄보디아       | +07:00                     | ICT          | - |
| 정회원           | 인도네시아     | +07:00, +08:00, +09:00     | WIB WITA WIT | 간단한 국가 시간대인 UTC+08:00 이 제안되었지만 언제 채택될지 여부는 불분명합니다. |
| 정회원           | 싱가포르       | +08:00                     | SGT          | 1982년 1월 1일부터 |
| 정회원           | 말레이시아     | +08:00                     | MYT          | 말레이시아 본토는 1982년 1월 1일에 UTC+07:30 시간대에서 전환했으며, 동말레이시아는 도쿄 시간 (UTC+09:00) 이 사용된 제2차 세계 대전 중 일본 점령 기간을 제외하고 1933년부터 이 시간대를 사용했습니다. |
| 정회원           | 브루나이       | +08:00                     | BNT          | - |
| 정회원           | 필리핀         | +08:00                     | PHT          | - |
| 옵서버 후보 국가 | 동티모르       | +09:00                     | TLT          | - |
| 옵서버 후보 국가 | 파푸아뉴기니   | +10:00                     | PGT          | - |
| 아세안+3 독점    | 일본           | +09:00                     | JST          | 일본 표준시 참조 |
| 아세안+3 독점    | 대한민국       | +09:00                     | KST          | 한국 표준시, 평양 표준시 (PYT) 를 참조하십시오. |
| 아세안+3 독점    | 중화인민공화국 | +08:00                     | CST          | 중국 표준시, 홍콩 표준시 (HKT) 및 마카오 표준시 (MST) 를 참조하십시오. |